# Município de Knox (condado de Jefferson, Ohio)
O município de Knox (em inglês: Knox Township) é um município localizado no condado de Jefferson no estado estadounidense de Ohio. No ano de 2010 tinha uma população de 4.670 habitantes e uma densidade populacional de 60,96 pessoas por km².

## Geografia
O município de Knox encontra-se localizado nas coordenadas 40° 30′ 11″ N, 80° 41′ 16″ O. Segundo a Departamento do Censo dos Estados Unidos, o município tem uma superfície total de 76.6 km², da qual 75.49 km² correspondem a terra firme e (1.46%) 1.12 km² é água.

## Demografia
Segundo o censo de 2010, tinha 4.670 habitantes residindo no município de Knox. A densidade populacional era de 60,96 hab./km². Dos 4.670 habitantes, o município de Knox estava composto pelo 97.54% brancos, o 0.88% eram afroamericanos, o 0.24% eram amerindios, o 0.19% eram asiáticos, o 0.02% eram insulares do Pacífico, o 0.13% eram de outras raças e o 1.01% pertenciam a dois ou mais raças. Do total da população o 0.51% eram hispanos ou latinos de qualquer raça.